# Енслі Труїтт
Енслі Гувер Труїтт-молодший (24 серпня 1950 – 13 лютого 2021) ― американський професійний баскетболіст від команди «Далаські чапаралі» в Американській баскетбольній асоціації. Зіграв один сезон (1972―1973). Труїтт грав у баскетбольному коледжі в команді «Каліфорнійські Золоті Ведмеді», де був першовідбірним на всіх конференціях 1972 року. Його взяли на драфт 1972 року в НБА в третьому раунді з 41-м загальним вибором «Нью-Йорк Нікс».
Труїтт помер у сімдесятирічному віці 13 лютого 2021 року від Коронавірусної хвороби 2019. Залишив по собі дружину Марію та три дочки: Наджу, Нікіту та Аланну.